# Малайзийский дятел
Малайзийский дятел (лат. Yungipicus moluccensis) — вид птиц из семейства дятловых.

## Описание
Небольшой дятел длиной 11,5—12,5 см. У самцов есть красно-оранжевая корона, которая отсутствует у самок.
Распространён в Брунее, Индонезии, Малайзии и Сингапуре. Обитают в субтропических и тропических (равнинных и горных), а также мангровых лесах. Yungipicus moluccensis часто посещает леса и парки в городской черте Сингапура.
МСОП присвоил таксону охранный статус «Виды, вызывающие наименьшие опасения» (LC).

## Синонимы
В синонимику вида входят следующие биномены:
- Dendrocopos moluccensis (J. F. Gmelin, 1788)
- Picoides moluccensis  (J. F. Gmelin, 1788)
- Picus moluccensis J. F. Gmelin, 1788